# Angelica e Medoro

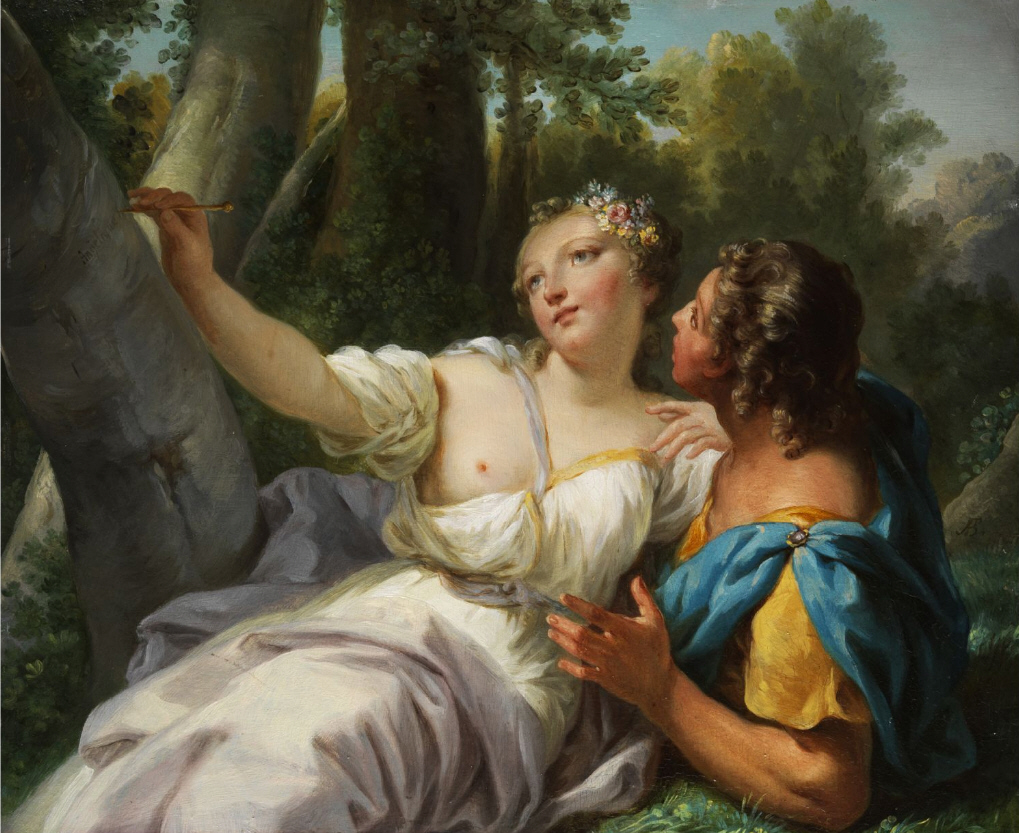
Jean-Baptiste Bénard, Angelica incide il nome di Medoro, quadro dipinto prima del 1789

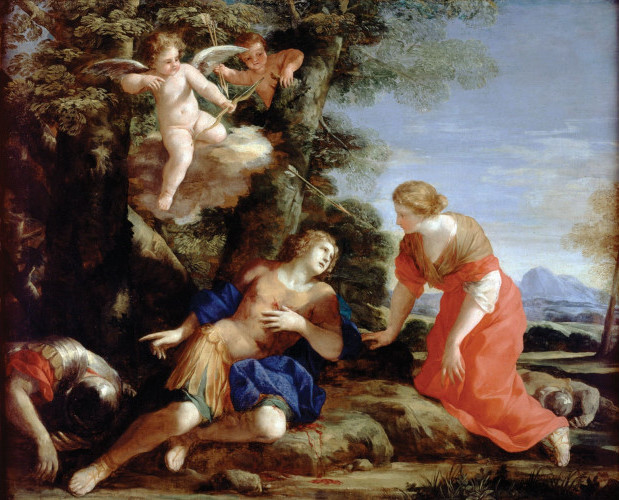
Giovanni Francesco Romanelli, Angelica incontra Medoro ferito, 1646-48

Angelica e Medoro è un soggetto popolare tra i pittori, i compositori e gli scrittori dal XVI secolo fino al XIX secolo, in particolare gli autori romantici. In esso è raccontato l'amore tra due importanti personaggi del poema cavalleresco Orlando furioso, scritto da Ludovico Ariosto in epoca rinascimentale.

## I personaggi
Angelica è la principessa del Catai (l’odierna Cina) arrivata in Europa presso la corte di Carlo Magno, la quale si innamora del giovanissimo fante saraceno Medoro e riparte con lui per il Catai. Anche se il protagonista dell’opera è il paladino Orlando, molti adattamenti del poema ariostesco si focalizzarono soprattutto sul tema dell’amore tra Angelica e Medoro. La vicenda che li riguarda è peraltro importante in quanto Orlando, che è innamorato di Angelica, perderà il senno dopo aver scoperto che lei è fuggita con Medoro, diventando furioso (da cui il titolo del poema ariostesco).

## Episodi nel poema ariostesco

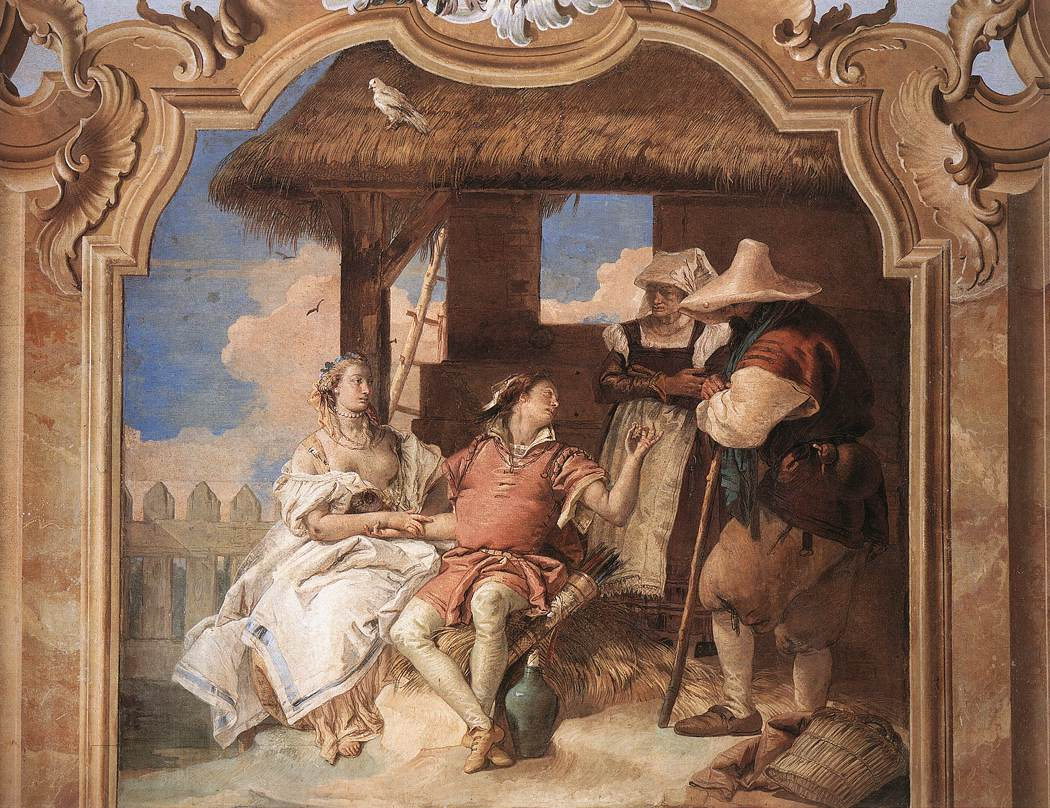
Giovanni Battista Tiepolo, Angelica e Medoro si congedano dai pastori che li hanno ospitati, 1757

I due personaggi non appartengono alla stessa fazione durante la guerra tra Mori e Cristiani: il loro primo incontro avviene quando Angelica soccorre Medoro, rimasto ferito in una schermaglia con i soldati scozzesi del principe Zerbino, la stessa nella quale il suo amico Cloridano era stato ucciso nel tentativo di recuperare il cadavere del re Dardinello, morto in precedenza. Nel poema Ariosto afferma che Cupido, stancatosi del continuo rifiuto di Angelica dell’amore dei paladini e dei guerrieri saraceni, aspetta che Angelica si avvicini a Medoro per colpirla con la sua freccia. Angelica allora si rifugia con Medoro presso una capanna di pastori e lo cura dalle ferite. Innamoratasi del ragazzo e da lui ricambiata, lo porta poi con sé alla volta del Catai.

## Fortuna in campo artistico
Gli artisti rappresentarono nei dipinti soprattutto Angelica in soccorso di Medoro e la scena con la principessa che incide il proprio nome e quello dell'amato sulla corteccia di un albero, episodio immortalato in almeno venticinque opere pittoriche tra il 1577 ed il 1825.
Il ciclo di affreschi di Giambattista Tiepolo realizzati alla Villa Valmarana “Ai Nani” comprende tra l'altro quattro episodi ariosteschi incentrati su Angelica, di cui tre con Medoro: immancabile anche qui la scena coi due innamorati che incidono i loro nomi su un albero, collocata in una cornice silvestre.

## Lista parziale di artisti che hanno raffigurato Angelica e Medoro

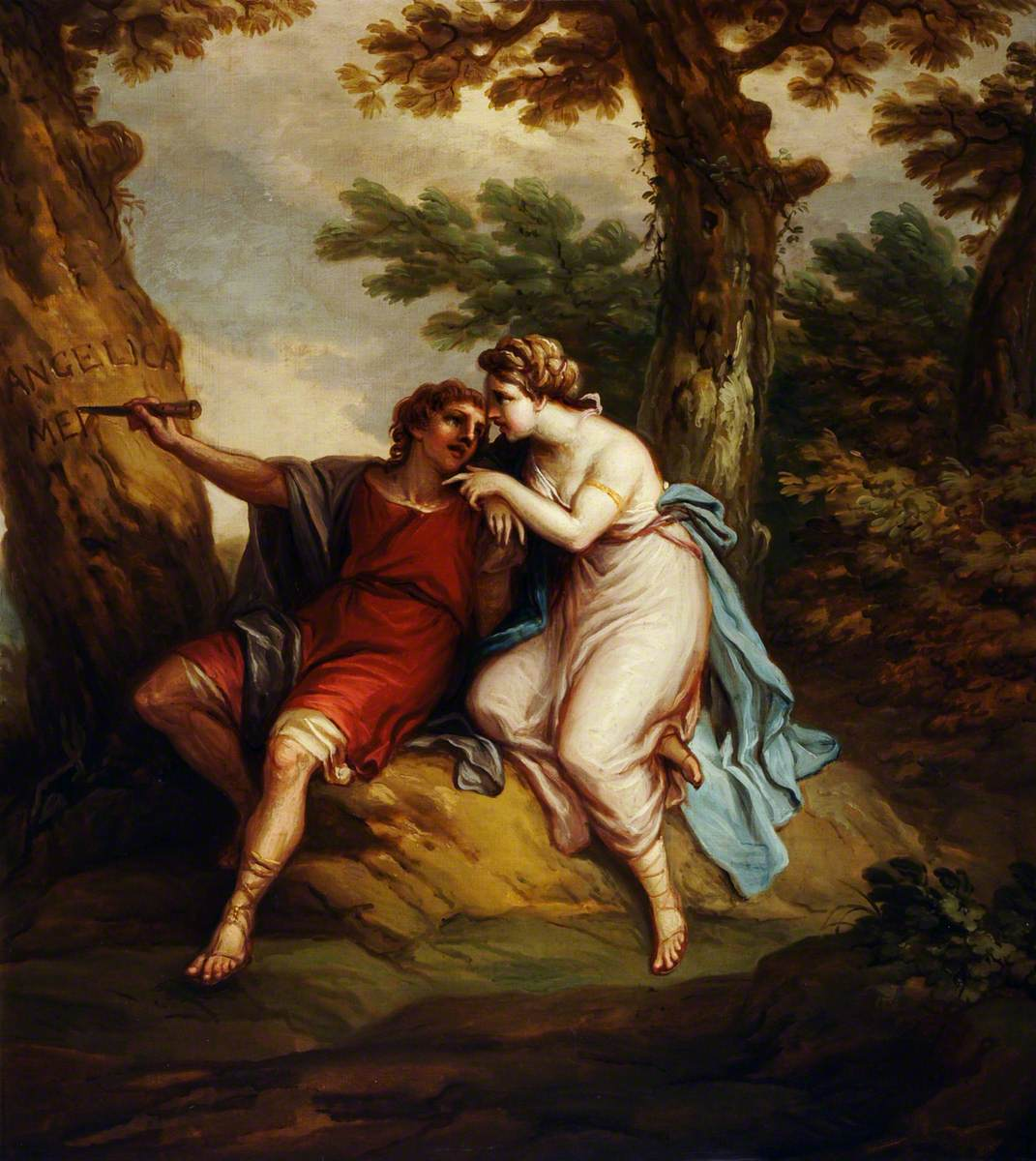
Antonio Zucchi, Angelica e Medoro, 1773

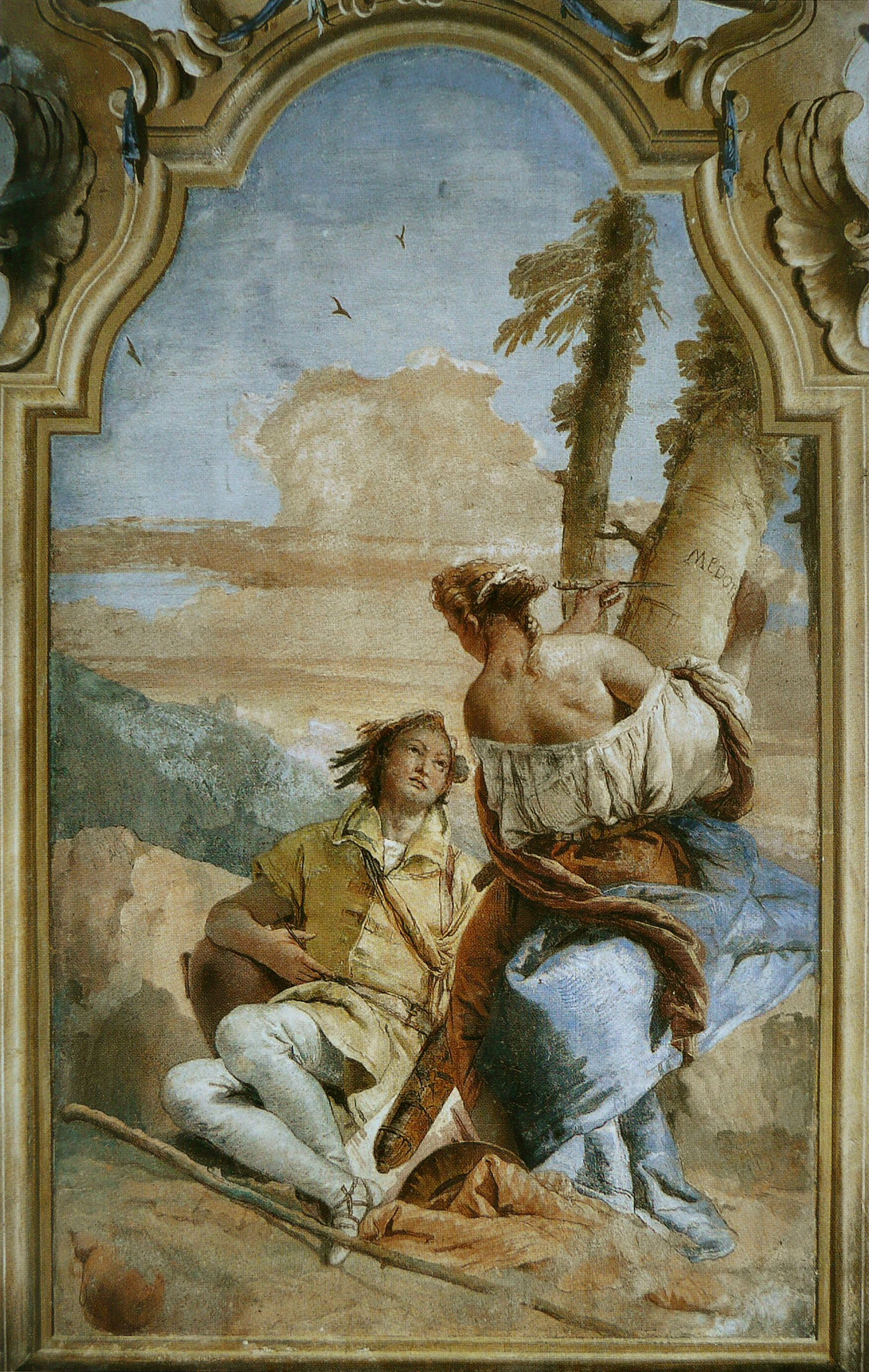
Giovanni Battista Tiepolo, Angelica incide il nome di Medoro sulla corteccia, 1757

- Marcantonio Raimondi, Angelica e Medoro, da un’opera di Giulio Romano, 1527 circa
- Bonifazio Veronese, Angelica e Medoro, prima del 1553
- Simone Peterzano, Angelica si innamora di Medoro, 1560–1596
- Giorgio Ghisi, Angelica e Medoro su un disegno di Teodoro Ghisi, 1570
- Toussaint Dubreuil, Angelica e Medoro (Angélique et Médor), 1575–1600
- Carletto Caliari, Angelica e Medoro, prima del 1596
- Bartholomäus Spranger, Angelica e Medoro (Angelika und Medor), 1600 circa
- Jacques Blanchard, Angelica e Medoro (Angélique et Médor), 1630
- Giovanni Lanfranco, Angelica e Medoro, 1633–1634
- Orazio Fidani, Congedo di Angelica e Medoro dai pastori[5], 1634
- Michele Desubleo, Medoro e Angelica, 1640 circa
- Laurent de La Hyre, Angelica e Medoro, 1641
- Giovanni Francesco Romanelli, Angelica incontra Medoro ferito, 1646
- Giovanni Lanfranco, Angelica soccorre Medoro, 1647
- Pietro Liberi, Medoro e Angelica, prima del 1687
- Sebastiano Ricci, Angelica e Medoro in un paesaggio bucolico, 1716 circa
- Michele Rocca, Angelica e Medoro, conservato al Walters Art Museum di Baltimora[6], 1720–1750
- Andrea Casali, Angelica e Medoro, 1750 circa
- Odoardo Vicinelli, Angelica e Medoro, prima del 1755
- Nicolas-Sébastien Adam, Angelica e Medoro (Angélique et Médor), 1753
- Giovanni Battista Tiepolo, Angelica soccorre Medoro ferito, Angelica incide il nome di Medoro sulla corteccia, Angelica e Medoro si congedano dai pastori che li hanno ospitati, ciclo di affreschi alla Villa Valmarana “Ai Nani”, 1757 circa
- François Boucher, Angelica e Medoro (Angélique et Médor), 1763
- Benjamin West, Angelica e Medoro (Angelica and Medoro)[7], 1763–1764
- Antonio Zucchi, Angelica e Medoro, 1773
- John Wootton, Paesaggio con Angelica e Medoro (Landscape with Angelica and Medoro), conservato al Royal Albert Memorial Museum ad Exeter, prima del 1764
- Giuseppe Antonio Fabbrini, affresco ritraente Medoro e Angelica dal ciclo di affreschi detto Storie dell'Orlando furioso a Palazzo Compagni, 1787
- Jean-Baptiste Bénard, Angelica incide il nome di Medoro (Angelica et Medoro), prima del 1789
- Jacques Joseph Coiny, Angelica e Medoro, da un disegno di Agostino Carracci, 1798
- René Théodore Berthon, La partenza di Angelica e Medoro, 1810
- Julius Schnorr von Carolsfeld, affresco ritraente Medoro e Angelica dal ciclo di affreschi nella stanza dell’Ariosto a casa Massimo, 1822–1827
- Teodoro Matteini, Angelica e Medoro, prima del 1831, a partire da un disegno di Raffaello Sanzio Morghen
- Mihael Stroj, Angelica e Medoro (Angelika und Medor), 1833
- Gaetano Matteo Monti, Angelica e Medoro incidono i loro nomi sulla corteccia dell'albero[8], 1842
- Eugène Delacroix, Angelica e Medoro ferito (Angélique et Médor blessé), 1860 circa

## Galleria d'immagini

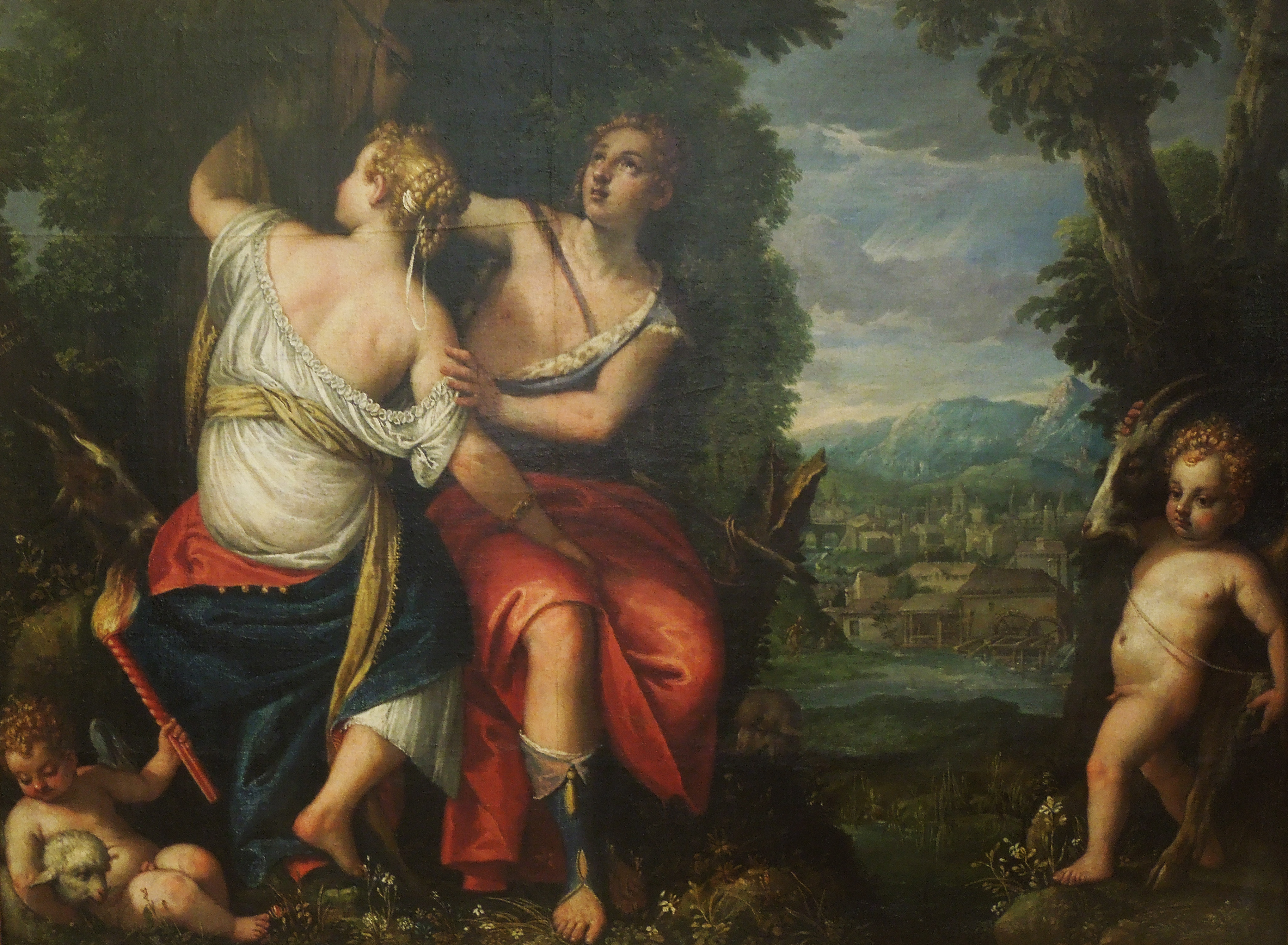
Carletto Caliari, Angelica e Medoro, prima del 1596
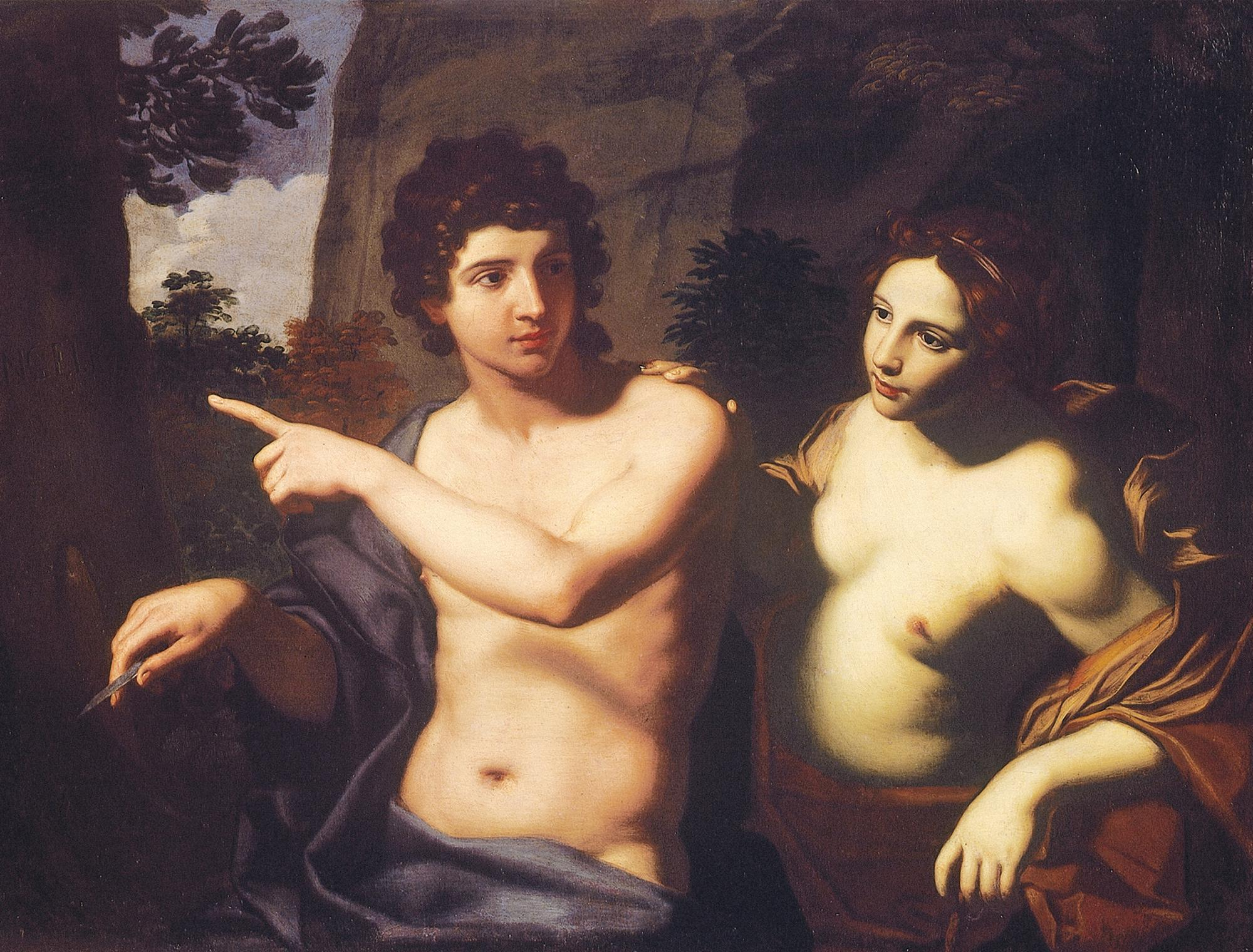
Michele Desubleo, Medoro e Angelica, 1640 circa
Sebastiano Ricci, Angelica e Medoro in un paesaggio bucolico, 1720 circa
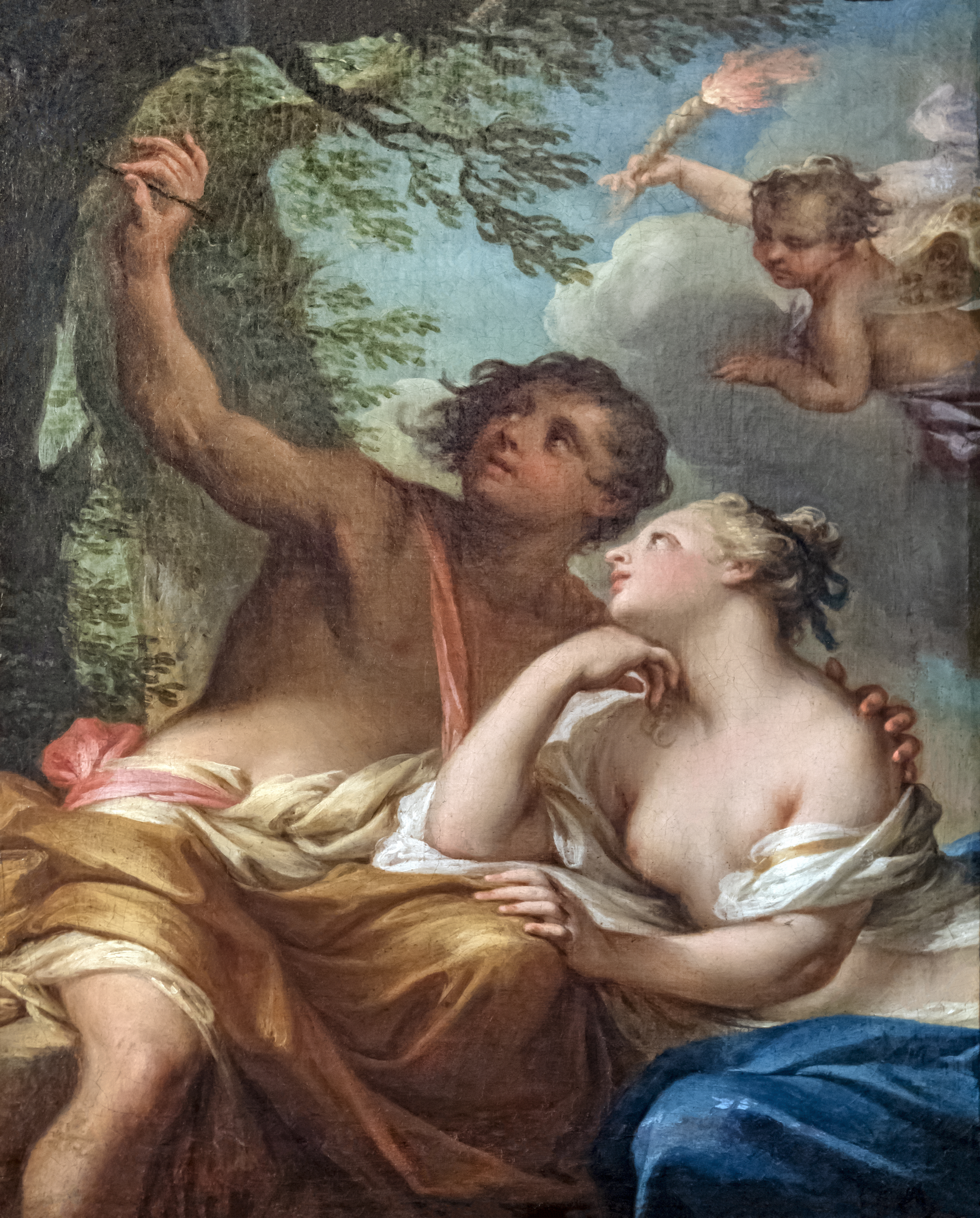
Andrea Casali, Angelica e Medoro, 1750 circa
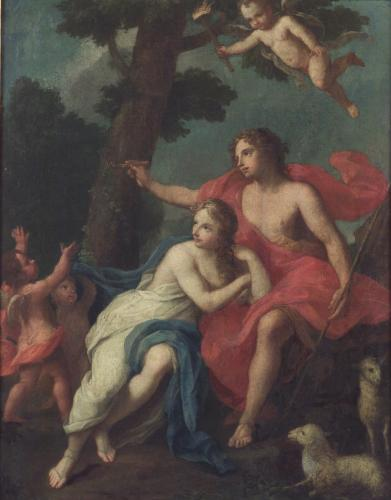
Odoardo Vicinelli, Angelica e Medoro, prima del 1755
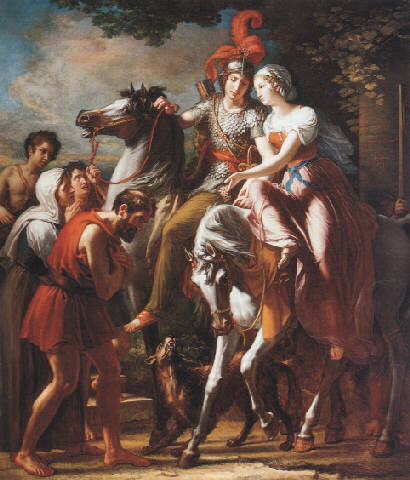
René Théodore Berthon, La partenza di Angelica e Medoro, 1810 circa
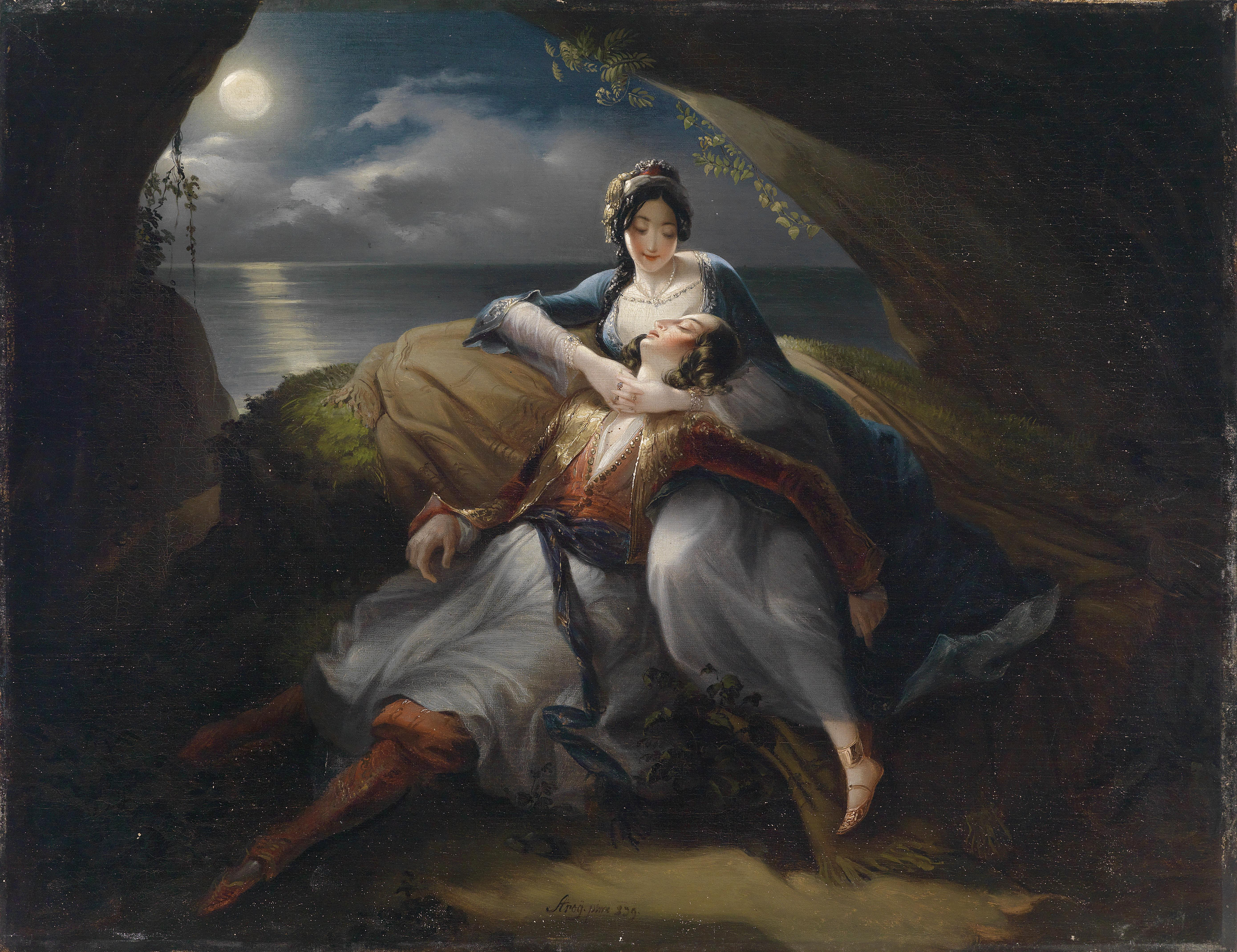
Mihael Stroj, Angelica e Medoro, 1833
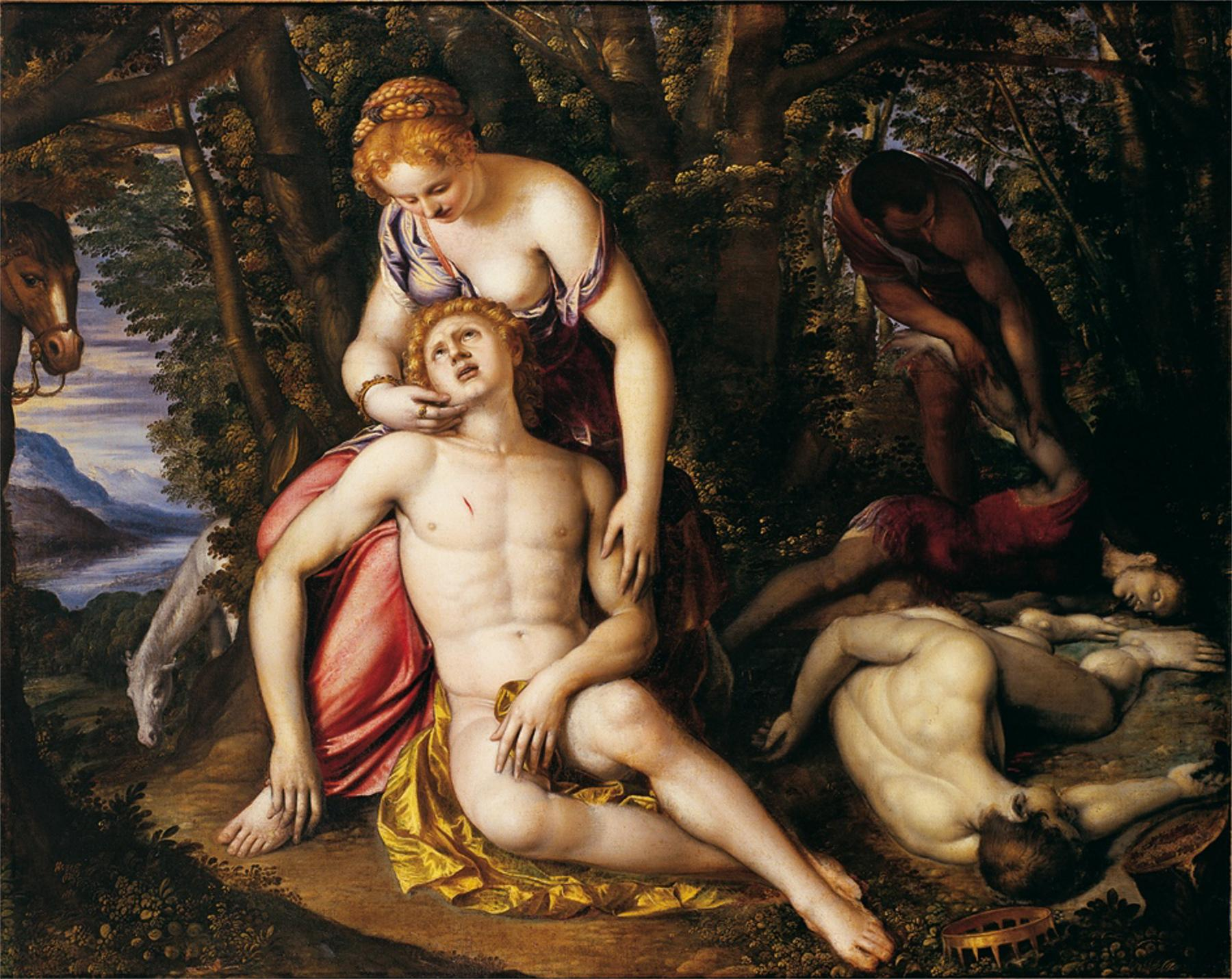
Simone Peterzano, Angelica si innamora di Medoro, prima del 1596
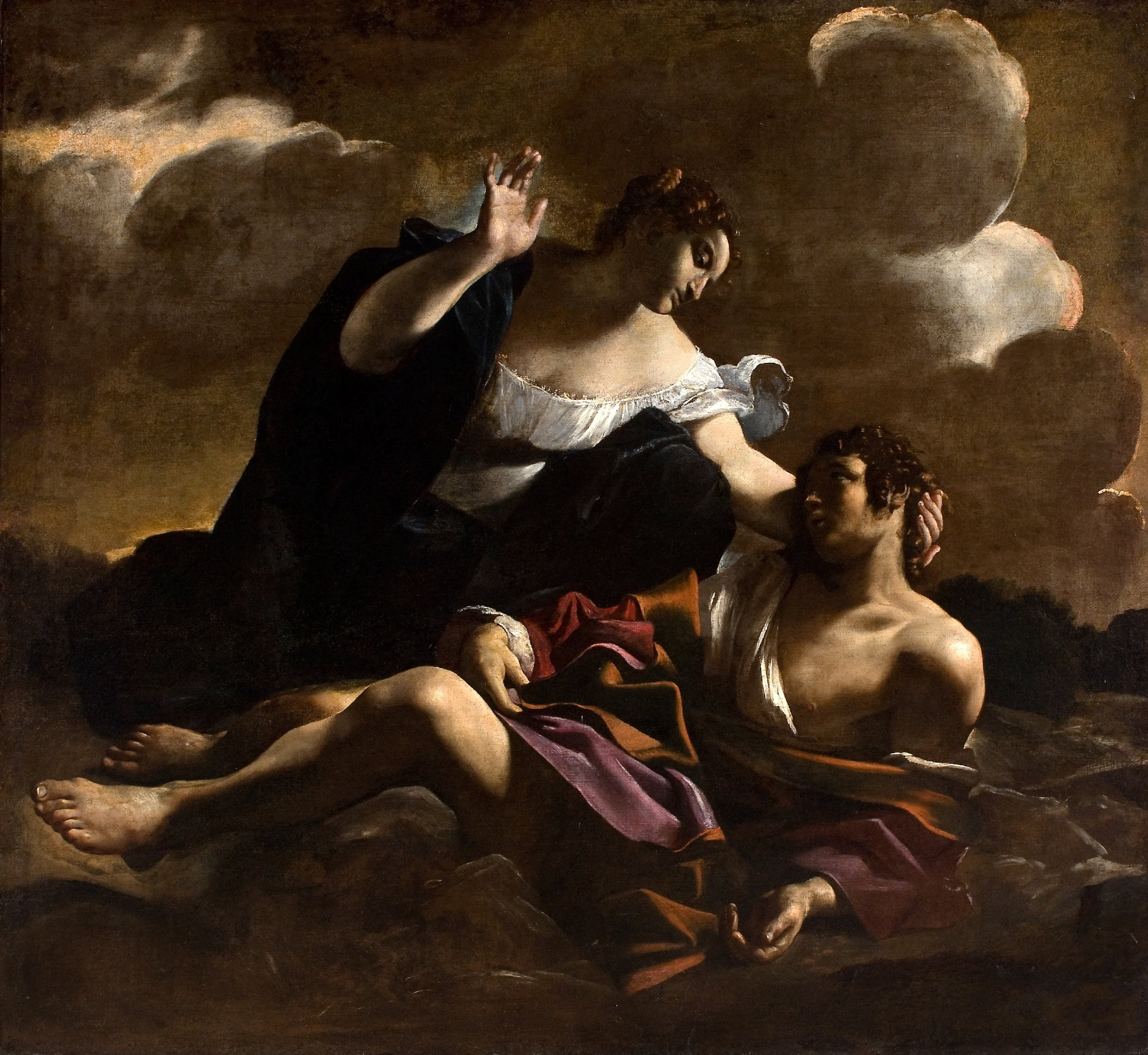
Giovanni Lanfranco, Angelica soccorre Medoro, 1633–1634
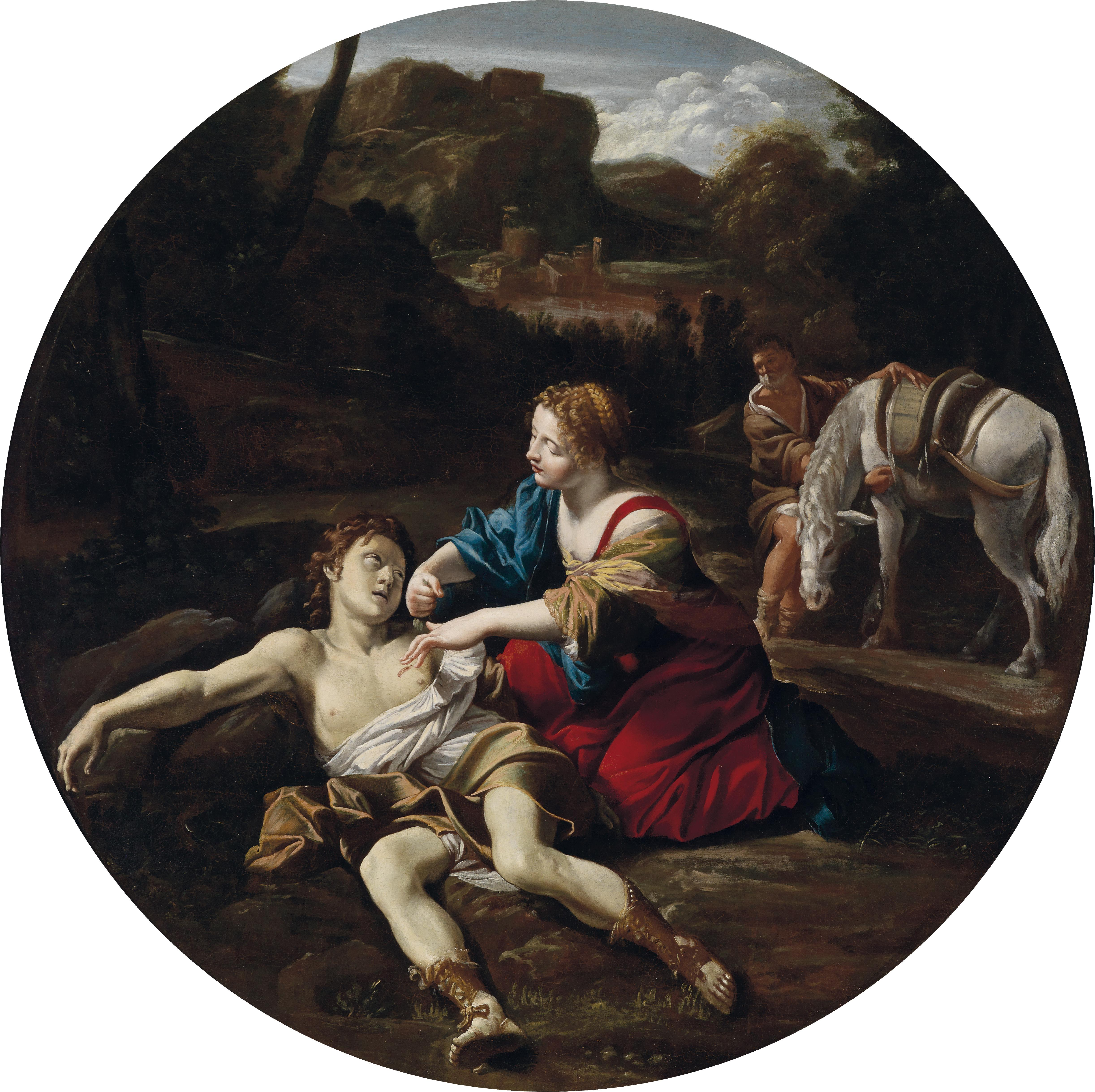
Giovanni Lanfranco, Angelica soccorre Medoro, prima del 1647
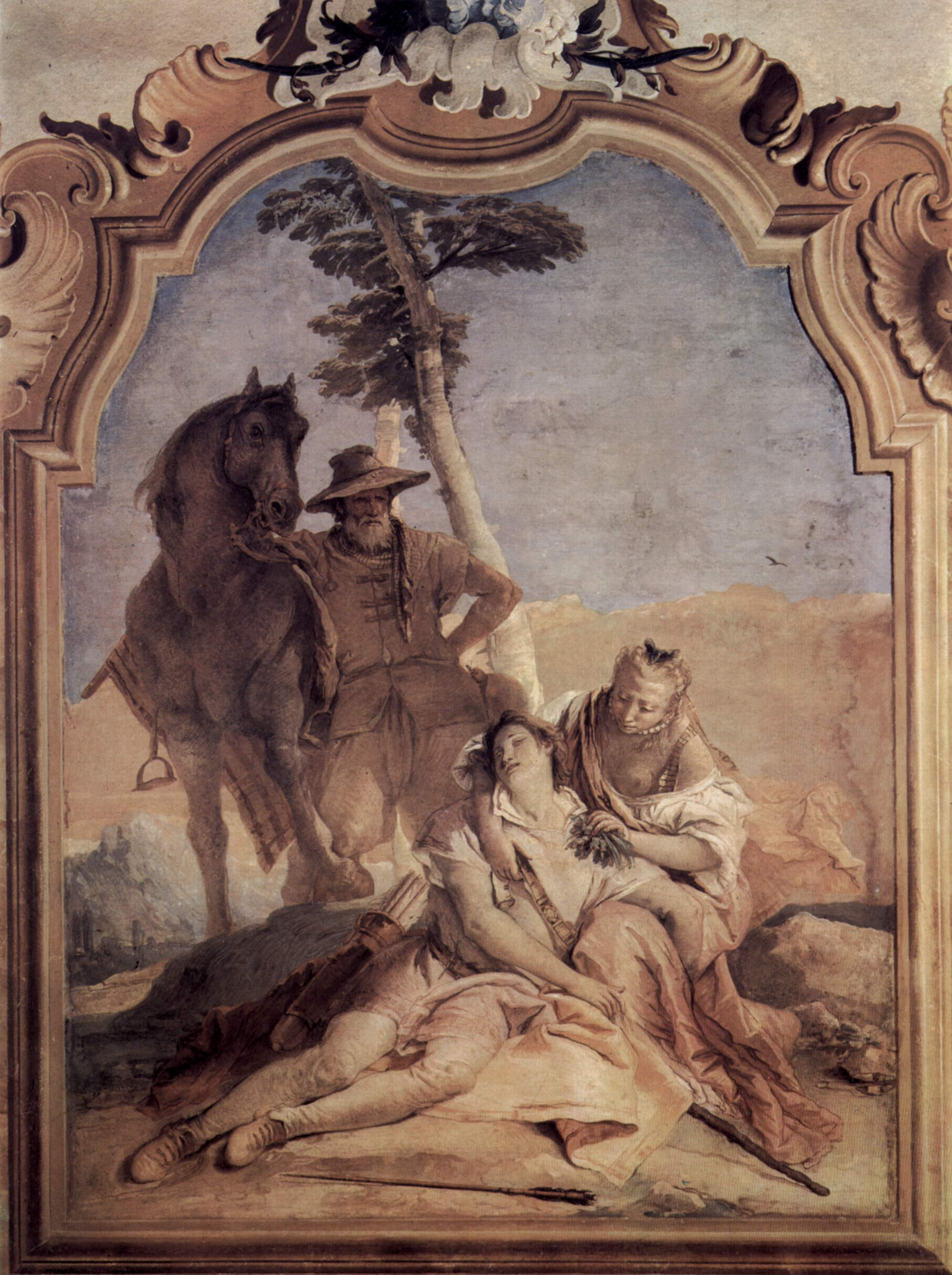
Giovanni Battista Tiepolo, Angelica soccorre Medoro ferito, 1757

## Lista di scrittori che hanno scritto su Angelica e Medoro
- Giovanni Dolfin, Il Medoro
- Francisco de Aldana (1537–1578), Medoro y Angélica
- Luis Barahona de Soto, Le lacrime di Angelica (Las lágrimas de Angélica), 1586
- Lope de Vega, La bellezza di Angelica (La hermosura de Angélica), 1602
- Luis de Góngora, En un pastoral albergue, 1602
- José de Cañizares, Angélica y Medoro, 1722

## Lista di compositori che hanno composto su Angelica e Medoro

### Su libretto di Andrea Salvadori
- Jacopo Peri e Marco da Gagliano, Lo sposalizio di Medoro e Angelica, 1619

### Su libretto di Pietro Metastasio
- Nicola Antonio Porpora, Angelica e Medoro, 1720, serenata nella quale debuttò Farinelli
- Giovanni Battista Mele, Angelica e Medoro, 1747

### Su libretto di Leopoldo de Villati
- Carl Heinrich Graun, Angelica e Medoro , opera in 3 atti, 1749

### Su libretto di Carlo Vedova
- Giovanni Battista Lampugnani, Angelica e Medoro, 1738
- Giovanni Battista Pescetti, Angelica e Medoro, 1739

### Su libretto di Gaetano Sertor
- Gaetano Andreozzi, Angelica e Medoro, 1791

### Altro
- Vito Giuseppe Milicco e Domenico Cimarosa, Angelica e Medoro, 1783, cantata